# Peperomia lenticularis
Peperomia lenticularis är en pepparväxtart som beskrevs av Gustav Adolf Hugo Dahlstedt. Peperomia lenticularis ingår i släktet peperomior, och familjen pepparväxter. Inga underarter finns listade i Catalogue of Life.